# Wrong Turn 4 - La montagna dei folli
(Slogan promozionale italiano del film)
Wrong Turn 4 - La montagna dei folli (Wrong Turn 4: Bloody Beginnings) è un film horror del 2011 diretto da Declan O'Brien.
È il prequel direct-to-video di Wrong Turn.

## Trama
1974, in un manicomio sperduto di Glenville, sopra una montagna, si tengono chiuse delle persone mentalmente instabili e deformi. Tra di essi si trovano anche dei mutanti cannibali. La loro mutazione è dovuta al fatto che i genitori erano consanguinei: i medici fanno di tutto affinché possano guarire. Tra i mutanti c'è anche Tre dita, che a soli 8 anni è già un sadico e violento che ama veder soffrire le sue vittime. Insieme ai suoi fratelli, si liberano dalle celle dell'ospedale psichiatrico e dopo aver liberato anche gli altri pazienti deformi, uccidono gran parte delle persone che vi risiedono compresi dottori e personale dell'ospedale.
Nel 2003, 29 anni dopo la liberazione dei mutanti, Kenia, Sara, Bridget, Jenna, Kyle, Daniel, Lauren, Claire e Vincent stanno partendo per andare allo chalet del ragazzo di Kenia, Porter. Viaggiando con le motoslitte sulle neve sbagliano strada e cercano di trovare rifugio da una forte bufera. Trovano il manicomio abbandonato e ci entrano. Il riscaldamento è acceso, ma il resto è tutto abbandonato, e sembra non esserci nessuno. I ragazzi fanno dell'ospedale psichiatrico il loro parco giochi e si divertono fino a quando non trovano le cartelle cliniche dei mutanti risieduti nella struttura in passato, e un filmato dove vedono le cure che gli venivano inflitte. Durante la notte Vincent, non assonnato, va in giro per i corridoi dell'ospedale e nota il corpo di Porter deceduto nell'atrio. Subito dopo, viene ucciso da uno dei mutanti e portato via. Il mattino dopo i ragazzi si accorgono della scomparsa dell'amico e lo cercano per tutto l'edificio, fino a quando non scoprono della sua morte e di quella di Porter. La successiva a morire è Clarie, impiccata dai tre mutanti con del filo spinato. Kyle, tenta invano di salvare la sua ragazza. Il gruppo decide quindi di fuggire fuori dal manicomio e tentare la fuga ma scoprono che le moto da neve sono inutilizzabili perché i cannibali le hanno sabotate, rimuovendo dei fili. Una di loro tenta di proseguire nella neve con gli scii da sola per cercare aiuto.
I rimanenti, dopo essersi rifugiati in una stanza, decidono di andare a recuperare delle armi trovate nello scantinato, ma Daniel nel tragitto viene catturato e torturato dai mutanti, che gli tagliano pezzi di carne e la cucinano per poi mangiarla. I ragazzi escogitano un piano per salvare l'amico, ma quando lo mettono in atto quest'ultimo muore. Tuttavia riescono però ad imprigionare i mutanti in una cella. Il gruppo è indeciso se ucciderli o meno, ma alla fine decidono di non farlo. Kyle rimane di guardia. I deformi riescono a liberarsi - nello stesso modo con il quale si erano liberati anni prima - e fanno in modo che le stesse ragazze uccidano Kyle mascherandogli il viso.
Kenia, Sara, Bridget e Jenna, uniche sopravvissute, cercano di scappare dai mutanti tramite un tunnel nella neve ma riescono a fuggire solo dopo la morte di Jenna. Fuggite dall'ospedale si ritrovano in un campo innevato a dover scappare nuovamente dai mutanti che nel frattempo si sono appropriati delle moto da neve del gruppo. Dopo pochi minuti anche Bridget viene uccisa. Sara e Kenia rubano quindi la moto a un mutante, ma durante la fuga sul veicolo vengono uccise dal filo spinato che taglia loro la testa.

## Tagline
- Pensi di avere uno stomaco forte? Ti sbagli...
- Le tue urla faranno aumentare solo la loro fame...
- Scoprirete dei sanguinanti inizi...

## Critica
Il film ha ricevuto critiche negative. Solamente il 20% sono positive.

## DVD
Il DVD è uscito in America nel 25 ottobre 2011. Il disco contiene il commento di Declan O'Brien, il diario del regista e circa 18 minuti di scene tagliate.